# Hugo Charlemont
Hugo Charlemont, né le 18 mars 1850 à Jemnice en Moravie et mort le 18 avril 1939 à Vienne, est un artiste peintre autrichien.

## Biographie
Il est le fils du miniaturiste Matthias Adolf Charlemont et le frère des peintres Eduard Charlemont (1848-1906) et Theodor Charlemont (1859-1938). Sa fille, Lilly Charlemont, est également artiste.
À partir de 1873, il étudie l'art à l'Académie des Beaux-Arts de Vienne auprès d'Eduard Peithner von Lichtenfels. Charlemont est un peintre de paysages, de natures mortes, de scènes de genre, d'animaux et de portraits.

## Œuvres
- Intérieur avec une forge (Vienne, galerie autrichienne, no  d'inv. 2784), 1883, huile sur bois, 48,5 × 70 cm
- Autoroute avec Birkenallee (Vienne, galerie autrichienne, no  d'inv. 253), 1894, huile sur bois, 68 × 100 cm
- Parc avec une élégante villa viennoise (musée de Vienne), 1902, huile sur toile, 145 × 100 cm
- Jeune Femme avec une azalée (musée de Vienne), 1928, huile sur toile, 68 × 83 cm
- Illustration pour « Kronprinzenwerk » (La Monarchie austro-hongroise en mots et en images, 1885-1902).
- Harpe (Suède, collection privée), ND, huile sur bois
- Étang forestier (Colorado, collection privée), 1922, huile sur toile, 36 × 26 cm

## Sources
- Robert Janás, Bratři Charlemontové – makartovské tendence v moravské malbě. Sborník Forum Brunense 2017, pp. 19–37.  (ISBN 978-80-86549-71-2)